# 790-й истребительный авиационный полк
790-й истребительный авиационный ордена Кутузова полк (790-й иап) — воинская часть Военно-воздушных сил (ВВС) Вооружённых сил РККА, принимавшая участие в боевых действиях Великой Отечественной войны, вошедшая в состав ВВС России.

## Наименования полка
За весь период своего существования полк несколько раз менял своё наименование:
- 69-й «А» истребительный авиационный полк — изначально был выделен из 69-го ИАП
- 790-й истребительный авиационный полк
- 790-й истребительный авиационный ордена Кутузова полк
- 790-й истребительный авиационный ордена Кутузова полк ПВО (с 01.03.1952 г.)
- Войсковая часть (полевая почта) 21237

## Создание полка
- Полк сформирован 29 октября 1941 года как 69-й "А" истребительный авиационный полк из состава 69-го иап по штату 015/174 на истребителях ЛаГГ-3 в 11-м запасном истребительном авиаполку Закавказского военного округа в г. Кировабад
- 8 марта 1942 года Приказом командующего Закавказского военного округа переименован в 790-й истребительный авиационный полк[1]

## В действующей армии
В составе действующей армии:
- с 15 мая 1942 года по 12 мая 1944 года
- с 13 октября 1944 года по 9 мая 1945 года

| Ла-7 | Ла-5 | ЛаГГ-3 |

## Командиры полка

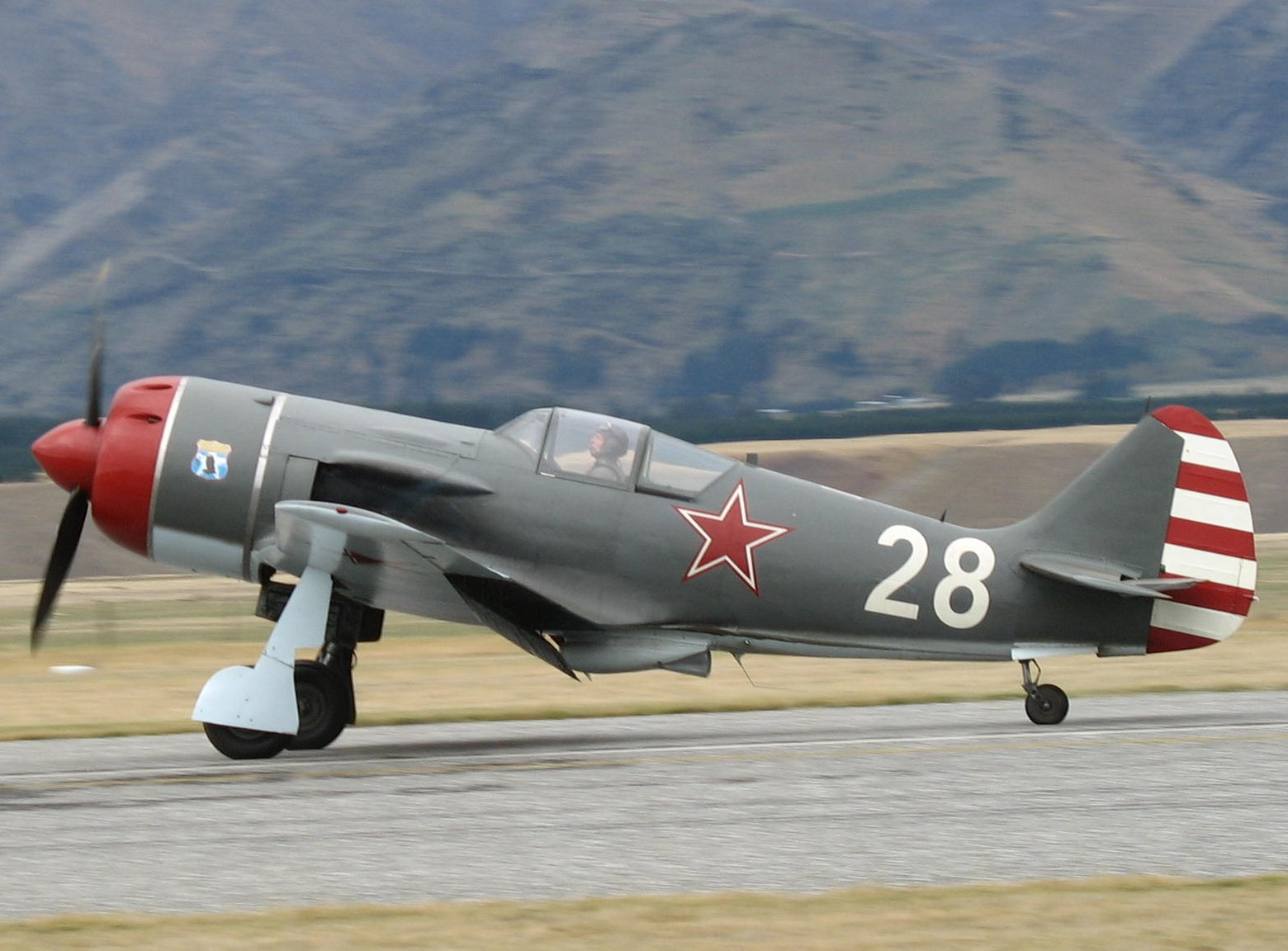
Ла-9

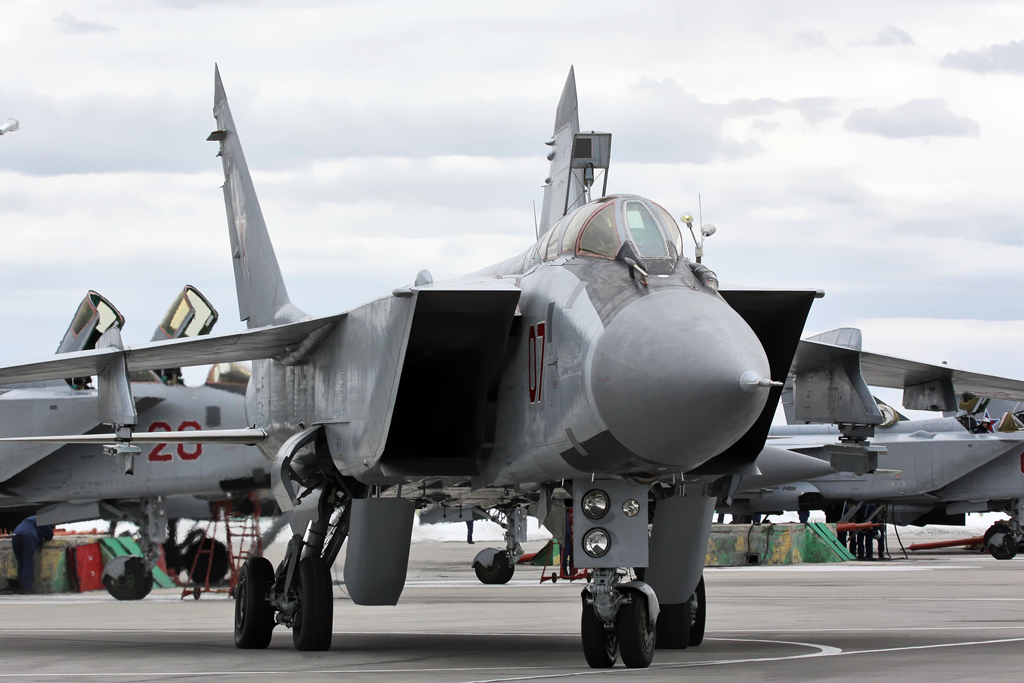
МиГ-31 полка

- майор, подполковник Рыкачев Юрий Борисович[3], 29.10.1941 — 19.01.1943
- майор Никонов Василий Спиридонович[3], 19.01.1943 — 08.05.1943
- подполковник Королёв Фёдор Сергеевич (погиб)[3], 08.05.1943 — 10.01.1944
- майор Кулякин Фёдор Никифорович[3], 11.01.1944 — 09.05.1945
- подполковник Терпугов Л. П.[4], 1946—1949
- подполковник Ивлиев С. Т.[4], 1949—1950
- подполковник Кулешов Н. А.[4], 1950—1951
- полковник Кобзев Н. Л.[4], 1951—1954
- полковник Козыревский А. Д.[5], 1954—1960
- полковник Пакин Б. М.[5], 1960—1964
- полковник Куськин И. С.[5], 1964—1969
- полковник Бабаскин В. И.[5], 1969—1972
- полковник Денисов Г. Д.[5], 1972—1973
- подполковник Гарбузенко В. Т.[5], 1973—1977
- подполковник Голубев В. А.[5], 1977—1980
- подполковник Тыранов Ю. Б.[5], 1980—1982
- полковник Якубенко В. Т.[5], 1982—1987
- полковник Родионов В. Н.[5], 1987—1989
- полковник Безус О. А.[5], 1989—1991
- полковник Васимов А. Ш.[5], 1991—1992
- подполковник Воропинов В. И.[5], 1992—1996
- полковник Калякин С. И.[5], 1996—1999
- полковник Макушев И. Ю.[5], 1999—2003
- полковник Кныш Валерий Александрович[5], 2003-2013
- полковник Ульянов Анатолий Александрович[5], 2013-2020
- полковник Заболотный Олег Викторович[5], 2020-2021
- полковник Живаев Михаил Анатольевич[5],2021-н.в.

## В составе соединений и объединений
| Период        | Фронт (округ)                                | Армия (корпус)                                              | Дивизия (корпус)                              | Примечание |
| ------------- | -------------------------------------------- | ----------------------------------------------------------- | --------------------------------------------- | --- |
| 29.10.1941 г. | Закавказский военный округ                   | ВВС округа                                                  | 11-й запасной истребительный авиационный полк | Кировабад, ЛаГГ-3, сформирован как 69-й «А» иап                                                                       |
| 08.03.1942 г. | Закавказский военный округ                   | ВВС округа                                                  | 11-й запасной истребительный авиационный полк | Кировабад, переименован в 790-й иап                                                                                   |
| 02.05.1942 г. | Закавказский фронт                           | ВВС фронта                                                  |                                               | получил 20 ЛаГГ-3 |
| 15.05.1942 г. | Закавказский фронт                           | 46-я армия                                                  | ВВС 46-й армии                                | ЛаГГ-3 |
| 06.09.1942 г. | Закавказский фронт Черноморская группа войск | 5-я воздушная армия                                         | 219-я бомбардировочная авиационная дивизия    | как полк сопровождения, ЛаГГ-3                                                                                        |
| 18.09.1942 г. | Закавказский фронт Черноморская группа войск | 5-я воздушная армия                                         | 219-я бомбардировочная авиационная дивизия    | принял ЛаГГ-3 с лётчиками от 926-го иап                                                                               |
| 21.09.1942 г. | Закавказский фронт Черноморская группа войск | 5-я воздушная армия                                         | 219-я бомбардировочная авиационная дивизия    | принял ЛаГГ-3 и 9 лётчиков от 863-го иап                                                                              |
| 17.12.1942 г. | Закавказский фронт Черноморская группа войск | 5-я воздушная армия                                         | 219-я бомбардировочная авиационная дивизия    | переформирован по штату 015/284                                                                                       |
| 07.04.1943 г. | Северо-Кавказский фронт                      | 4-я воздушная армия                                         | 229-я истребительная авиационная дивизия      | переформирован по штату 015/284                                                                                       |
| 01.05.1943 г. | Северо-Кавказский фронт                      | 4-я воздушная армия                                         | 229-я истребительная авиационная дивизия      | боевой работы не вёл, находясь в резерве                                                                              |
| 01.11.1943 г. | Северо-Кавказский фронт                      | 4-я воздушная армия                                         | 229-я истребительная авиационная дивизия      | возобновил боевую работу                                                                                              |
| 20.11.1943 г. | Отдельная Приморская армия                   | 4-я воздушная армия                                         | 229-я истребительная авиационная дивизия      | |
| 18.04.1944 г. | 4-й Украинский фронт                         | 4-я воздушная армия                                         | 229-я истребительная авиационная дивизия      | |
| 21.04.1944 г. | 4-й Украинский фронт                         | 4-я воздушная армия                                         | 229-я истребительная авиационная дивизия      | 12 лётчиков с самолётами переданы в состав 159-й гв. иап                                                              |
| 12.05.1944 г. | Харьковский военный округ                    | ВВС округа                                                  |                                               | |
| 20.05.1944 г. | Харьковский военный округ                    | ВВС округа                                                  | 129-я истребительная авиационная дивизия      | включён в состав вновь формируемой 129-й иад. Находился в резерве СВГК. Переформирован по штату 015/364 и освоил Ла-5 |
| 13.10.1944 г. | 3-й Белорусский фронт                        | 1-я воздушная армия                                         | 129-я истребительная авиационная дивизия      | Ла-5 |
| 01.03.1945 г. | 3-й Белорусский фронт                        | 1-я воздушная армия                                         | 129-я истребительная авиационная дивизия      | Ла-5, в ходе боевых действий частично перевооружён на Ла-7                                                            |
| 09.05.1945 г. | 3-й Белорусский фронт                        | 1-я воздушная армия                                         | 129-я истребительная авиационная дивизия      | Ла-5, Ла-7 |
| 10.06.1945 г. | Белорусско-литовский военный округ           | 1-я воздушная армия                                         | 129-я истребительная авиационная дивизия      | Ла-5, Ла-7 |
| 09.07.1945 г. | Барановичский военный округ                  | 1-я воздушная армия                                         | 129-я истребительная авиационная дивизия      | Ла-5, Ла-7 |
| 01.01.1946 г. | Барановичский военный округ                  | 1-я воздушная армия                                         | 129-я истребительная авиационная дивизия      | Ла-5, Ла-7, переформирован: в составе полка 4-я аэ                                                                    |
| 04.02.1946 г. | Белорусский военный округ                    | 1-я воздушная армия                                         | 129-я истребительная авиационная дивизия      | Ла-5, Ла-7 |
| 01.06.1947 г. | Прибалтийский военный округ                  | 15-я воздушная армия 14-й истребительный авиационный корпус | 129-я истребительная авиационная дивизия      | Ла-5, Ла-7 |
| 20.02.1949 г. | Прибалтийский военный округ                  | 30-я воздушная армия 58-й истребительный авиационный корпус | 129-я истребительная авиационная дивизия      | Ла-9, переформирован на 3-х эскадрильный состав                                                                       |
| 01.03.1952 г. | Московский район ПВО                         | 88-й истребительный авиационный корпус ПВО                  | 129-я истребительная авиационная дивизия ПВО  | Ла-9, передан в войска ПВО страны                                                                                     |
| 01.04.1952 г. | Московский район ПВО                         | 88-й истребительный авиационный корпус ПВО                  | 129-я истребительная авиационная дивизия ПВО  | Ла-9, перебазировался на аэродром Хотилово Калининской области, начал освоение МиГ-15                                 |
| 20.08.1954 г. | Московский округ ПВО                         | 88-й истребительный авиационный корпус ПВО                  | 129-я истребительная авиационная дивизия ПВО  | две аэ перевооружены на МиГ-17Ф, одна — на МиГ-17ПФ                                                                   |
| 1959 г.       | Московский округ ПВО                         | 88-й истребительный авиационный корпус ПВО                  | 129-я истребительная авиационная дивизия ПВО  | перевооружён на МиГ-19                                                                                                |
| 01.04.1960 г. | Московский округ ПВО                         | 2-й корпус ПВО                                              | 129-я истребительная авиационная дивизия ПВО  | МиГ-19 |
| 01.09.1960 г. | Московский округ ПВО                         | 2-й корпус ПВО                                              |                                               | МиГ-19, передан из расформированной 129-й иад во 2-й корпус ПВО (г. Ржев).                                            |
| 1964 г.       | Московский округ ПВО                         | 2-й корпус ПВО                                              |                                               | перевооружён на Су-11                                                                                                 |
| 1979 г.       | Московский округ ПВО                         | 2-й корпус ПВО                                              |                                               | перевооружён на МиГ-25П                                                                                               |
| 1994 г.       | Московский военный округ                     | 16-я воздушная армия                                        | 5-я дивизия ПВО                               | перевооружён на МиГ-31                                                                                                |
| 2001 г.       | Московский военный округ                     | 16-я воздушная армия                                        | 32-й корпус ПВО                               | МиГ-31 |
| 01.09.2009 г. | Московский военный округ                     |                                                             |                                               | МиГ-31, переформирован в 6968-ю авиационную базу ВВС РФ                                                               |
| 01.12.2010 г. | Московский военный округ                     |                                                             |                                               | МиГ-31, 6968-я авиабаза преобразована в 4-ю авиационную группу 7000-й гвардейской авиабазы ВВС РФ                     |

## Участие в операциях и битвах
- Авиационная поддержка частей 46-й армии в обороне государственной границы СССР с Турцией от Чёрного моря до горы Уч-Тапаляр — с 15 мая 1942 года по 6 сентября 1942 года
- Авиационная поддержка частей 46-й армии в обороне побережья Чёрного моря на участке Поти — Сухуми — с 15 мая 1942 года по 6 сентября 1942 года
- Моздок-Малгобекская операция — с 6 сентября 1942 года по 28 сентября 1942 года.
- Нальчикско-Орджоникидзевская операция — с 25 октября 1942 года по 12 ноября 1942 года.
- Воздушные сражения на Кубани — с апреля 1943 года по июль 1943 года
- Новороссийская операция — с 10 сентября 1943 года по 16 сентября 1943 года.
- Таманская наступательная операция — с 10 сентября 1943 года по 9 октября 1943 года.
- Керченско-Этильгентская операция — с 31 октября 1943 года по 11 декабря 1943 года.
- Крымская наступательная операция — с 8 апреля 1944 года по 12 мая 1944 года
- Гумбиннен-Гольдапская операция — с 16 октября 1944 года по 30 октября 1944 года
- Восточно-Прусская операция — с 13 января 1945 года по 25 апреля 1945 года.
- Инстербургско-Кёнигсбергская операция — с 13 января 1945 года по 27 января 1945 года.
- Кёнигсбергская операция — с 6 апреля 1945 года по 9 апреля 1945 года.

| МиГ-19 | МиГ-15 | МиГ-17 |

## Первая победа полка в воздушном бою
Первая известная воздушная победа полка в Отечественной войне одержана 17 июня 1942 года: старший лейтенант Кулагин и лейтенант Лещенко в группе с лётчиком 35-го иап капитаном Лопатко на МиГ-3 в воздушном бою в районе западнее Батуми сбили немецкий бомбардировщик Ju-88.

## Награды
790-й истребительный авиационный полк за образцовое выполнение заданий командования в боях с немецкими захватчиками при овладении городом Хайлигенбайль и проявленные при этом доблесть и мужество Указом Президиума Верховного Совета СССР от 25 апреля 1945 года награждён орденом Кутузова III степени.

## Благодарности Верховного Главнокомандующего

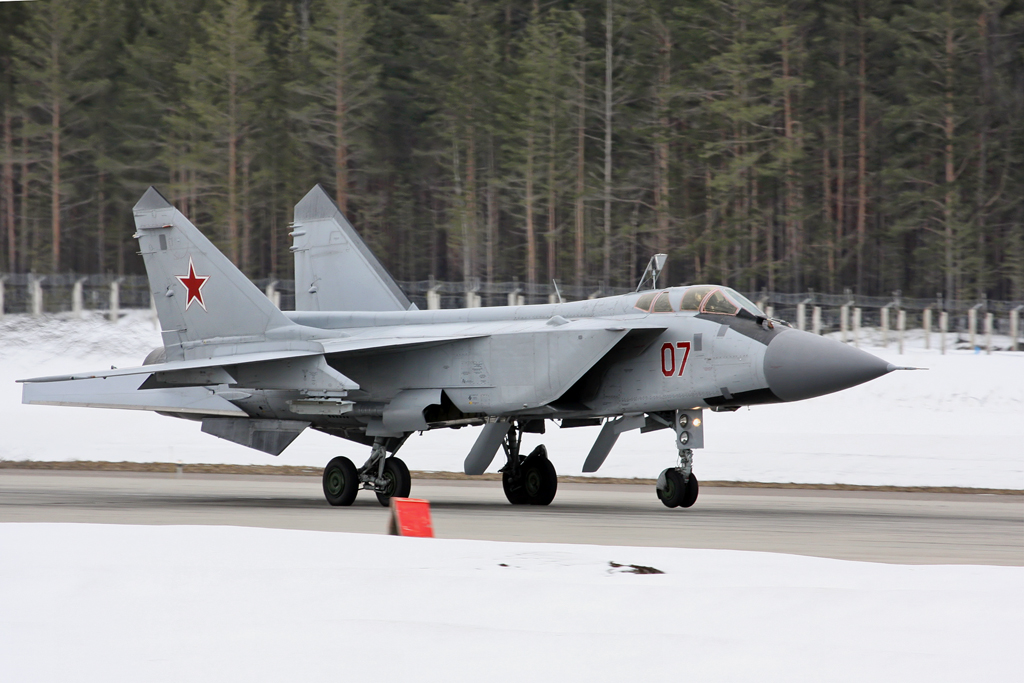
МиГ-31 790-го иап

За проявленные образцы мужества и героизма Верховным Главнокомандующим лётчикам полка в составе 229-й и 129-й иад объявлены благодарности:
- за освобождение Севастополя[6]
- за прорыв обороны немцев и вторжение в пределы Восточной Пруссии[7]
- за овладение городами Тильзит, Гросс-Скайсгиррен, Ауловенен, Жиллен и Каукемен[8]
- за овладение городом Инстербург[9]
- за овладение городами Вормдитт и Мельзак[10]
- за овладение городом Браунсберг[11]
- за овладение городом Хайлигенбайль[12]
- за разгром группы немецких войск юго-западнее Кёнигсберга[13]
- за овладение городом и крепостью Кёнигсберг[14]
- за овладение городом и крепостью Пиллау[15]

## Отличившиеся воины
- Бабайлов Павел Константинович, лётчик полка, Указом Президиума Верховного Совета СССР от 23 февраля 1945 года удостоен звания Героя Советского Союза будучи командиром эскадрильи 163-го гвардейского истребительного авиационного полка 229-й истребительной авиационной дивизии 4-й воздушной армии 2-го Белорусского фронта. Золотая Звезда № 4843.

## Лётчики-асы полка
| Фамилия, имя отчество          | Награды        | Сбито самолётов | Примечание |
| ------------------------------ | -------------- | --------------- | --- |
| Алейников Пётр Никитович       |                | 5+6             | Погиб 20 ноября 1943 г. |
| Артемьев Алексей Иванович      |                | 5+1             | В полку: сентябрь 1942—1943. Погиб 22 ноября 1943 г. Сбит в воздушном бою. |
| Бабайлов Павел Константинович  |                | 27 + 6          | В полку: июль 1942 — апрель 1944. Погиб 14 октября 1944 г. Сбит огнём с земли. Боевых вылетов: 427; воздушных боёв: более 75.                                                                    |
| Беседин Сергей Евгеньевич      |                | 11 + 3          | Боевых вылетов: 295 (04.02.1945). Тяжело ранен в лётном происшествии 06.03.1945, потерял руку, более не летал.                                                                                   |
| Буряк Сергей Иванович          |                | 5 + 3           | Боевых вылетов: 183. Погиб 30 декабря 1943 г. Сбит в воздушном бою |
| Григорьев Александр Фёдорович  | не награждался | 5 + 0           | 20.07.1944 г. после тарана самолёта противника выбросился с парашютом, приземлился на территории противника, попал в плен. Освобождён после войны. Один самолёт противника сбит таранным ударом. |
| Коростылев Сергей Фёдорович    |                | 5 + 0           | |
| Кулякин Фёдор Никифорович      |                | 6 + 0           | в полку с января 1944 по май 1945 |
| Кучерявый Андрей Денисович     |                | 6 + 0           | Боевых вылетов: 149; воздушных боёв: 37, в полку: май 1942 — май 1943 |
| Матвиенко Трифон Трифонович    |                | 7 + 4           | в полку: сентябрь 1942—1944 г. Боевых вылетов: около 250. |
| Михайлов Анатолий Иванович     |                | 7 + 1           | в полку: сентябрь 1942—1944 г. Боевых вылетов: около 250. |
| Морданов Филипп Константинович |                | 6 + 1           | Боевых вылетов: 288; воздушных боёв: 43. В полку: июнь 1942 — апрель 1944 г. |
| Проворихин Владимир Борисович  |                | 15 + 1          | Боевых вылетов: 261. В полку: сентябрь 1942 — апрель 1943. 13.04.1945 г. ранен взрывом противопехотной мины, отправлен в госпиталь Умер в 1989 г.                                                |
| Рыкачев Юрий Борисович         |                | 5 + 12 (2 + 8)  | Командир полка по январь 1943 г. Боевых вылетов: 601 |
| Сазонов Владимир Александрович |                | 12 + 3          | В полку: декабрь 1943 — апрель 1944 |
| Санников Агафон Кузьмич        |                | 10 + 4          | Боевых вылетов: 350 (04.02.1945). В полку: сентябрь 1942 — март 1945. 25 марта 1945 года при заходе на посадку столкнулся с Ла-5 863-го иап, получил тяжёлые травмы, отправлен в госпиталь.      |
| Сибикеев Михаил Леонтьевич     |                | 12 + 3          | В полку: октябрь 1944 — май 1945. Боевых вылетов: 314; воздушных боёв: 72. |
| Чиркин Алексей Лукьянович      |                | 10 + 6          | В полку: октябрь 1942—1943. Боевых вылетов: 195; воздушных боёв: 67. |

## Итоги боевой деятельности полка
Всего за годы Великой Отечественной войны полком:
| Выполнено боевых вылетов | Сбито самолётов в воздухе | Уничтожено самолётов, всего |
| ------------------------ | ------------------------- | --------------------------- |
| 6095                     | 149                       | 152                         |

Свои потери:
| Потеряно самолётов, всего | Погибло лётчиков, всего |
| ------------------------- | ----------------------- |
| 94                        | 47                      |

## Самолёты на вооружении
| Период      | Самолёты     |
| ----------- | ------------ |
| 1941 — 1944 | ЛаГГ-3       |
| 1941 — 1942 | МиГ-3        |
| 1944 — 1947 | Ла-5         |
| 1947 — 1948 | Ла-7         |
| 1948 — 1952 | Ла-9         |
| 1952 — 1954 | МиГ-15       |
| 1954 — 1959 | МиГ-17 Ф, ПФ |
| 1959 — 1964 | МиГ-19       |
| 1964 — 1979 | Су-11        |
| 1979 — 1994 | МиГ-25 П     |
| 1994 —      | МиГ-31       |

## Базирование
| Период            | Аэродром                   |
| ----------------- | -------------------------- |
| 05.1945 — 08.1945 | Мальборк, Польша           |
| 08.1945 — 04.1952 | Щучин, Гродненская область |
| 04.1952 —         | Хотилово, Тверская область |

| СУ-11 | МиГ-25 | МиГ-31 |